# Dziewiąty dzień
Dziewiąty dzień (niem. Der neunte Tag) – niemiecko-luksembursko-czeski dramat wojenny z 2004 roku w reżyserii Volkera Schlöndorffa, częściowo bazujący na pamiętniku księdza z Luksemburga Jeana Bernarda (1907–1994). W roli głównej wystąpił Ulrich Matthes. Zdjęcia kręcono w Luksemburgu i w Pradze.

## Fabuła
Opowiada o luksemburskim księdzu, Henri Kremerze, uwolnionym w czasie II wojny światowej na dziewięć dni z obozu koncentracyjnego Dachau w celu wypełnienia specjalnej misji.